# Антоан Гризман
Антоа̀н Гризма̀н (на френски: Antoine Griezmann) е френски футболист, нападател, играч на Атлетико Мадрид. Когато играе за Реал Сосиедад, бива пренебрегван от националните селекционери, тъй като играе далеч от родна земя. Първата си повиквателна той получава за отбора до 19 години, с който печели европейското първенство през 2011 година. На континенталното първенство отбелязва два гола, а начинът му на игра го превръща във фаворит на голяма част от футболните анализатори. След кратък период и във формацията до 20 години младежът се превръща в неизменна част от младежкия национален отбор на Франция, за да бъде един от единадесетте на мъжкия тим.

## Биография и кариера
Антоан Гризман е роден на 21 март 1991 година във френския град Макон, намиращ се в департамент Сон е Лоар в източната част на Франция. Населението му е около 34 хиляди души и е отдалечен на 400 km от Париж. Футболистът започва своята кариера в едноименния местен клуб. За този период от време Антоан има няколко неуспешни пробни периода в по-сериозни клубове, които не остават впечатлени от физическите данни на младежа. Това влияе сериозно на неговата психика, като на моменти той дори е готов да се откаже от футбола, но в крайна сметка е разубеден от своите най-близки хора.
През 2005 година идва звездният му миг. Тогава той е на пробен период в Монпелие. Прави много силно впечатление по време на контролен мач срещу Пари Сен Жермен, на който присъстват емисари на множество топ отбори. Веднага след мача бива „залят“ с предложения от няколко състава; най-категорични обаче са от испанския Реал Сосиедад, като испанците го канят на едноседмичен пробен период, през който да демонстрира своите качества и на иберийска земя. Юношата започва сковано, но малко след това смайва треньорите в детско-юношеската школа със своите умения, които му запазват място в баския клуб. Първоначално преминаването е осуетено от неговите родители, които не желаят да го пуснат в чужда държава. След тежки преговори с ръководството на Сосиедад, те все пак се съгласяват и така Антоан става готов за нови подвизи.
Интегрирането му в първия тим е особено трудно. Той чака цели четири години, за да получи своя шанс на терена: това става благодарение на бившия наставник Мартин Лесарт. Той му гласува доверие по време на предсезонната подготовка, а след това и в срещата за „Купата на краля“ срещу Райо Валекано. Гризман успява да защити своето име, показвайки добра игра, която му спечелва и титулярното място. През сезон 2009/10 той изиграва 30 мача, бележейки и шест попадения, които са достатъчни за завръщането на Реал Сосиедад в испанския елит. Уверени в големия му талант, шефовете на Реал подписват 5-годишен договор с Гризман. За да бъдат още по-сигурни, те му поставят и откупуваща клауза, възлизаща на сумата от 30 млн. евро. С времето интересът от големите клубове нараства, някои от които Олимпик Лион, Сент Етиен, Арсенал и Манчестър Юнайтед. Антоан обаче не желае да премине в друг клуб.
Гризман осъществява детската си мечта, осъществявайки дебюта си в Примера Дивисион на 29 август 2010 година срещу Виляреал. Скоро идва и първият му гол в „Ла Лига", срещу Депортиво Ла Коруня. Добрите му игри не спират дотук и така той завършва сезона със 7 гола от 39 срещи. Постоянството му се изразява най-добре и от статистиката му за сезон 2011/2012, където отново вкарва 7 попадения, но този път в 38 мача. Едно от тях е голът срещу Барселона за изненадващото 2:2 на стадион „Аноета“. Следват едни от най-големите му успехи до онзи момент: освен че реализира 11 попадения в 35 двубоя, той подпомага и прекрасното представяне на Реал Сосиедад (четвърто място), които успяват да се доберат до квалификациите на Шампионската лига; а Гризман бележи гол срещу Реал Мадрид.
На провелото се във Франция Европейско първенство по футбол през 2016 година нападателят е обявен за голмайстор, завършвайки с 6 попадения (две от които на полуфинала срещу Германия – едно от дузпа и едно редовно). На финала, провел се на 10 юли 2016 г., въпреки че Антоан и съотборниците му създават повече голови положения, губят от Португалия с 1:0 след гол на Едер в 109-а минута.
На провелото се в Русия Световно първенство по футбол през 2018 година Антоан е системообразуващ играч в отбора на Франция, станал впоследствие шампион. Гризман взима участие във всички мачове на отбора, при това отбелязва четири гола (срещу Австралия, Аржентина и Уругвай), включително във финала с Хърватия, когато отбелязва от дузпа. Финалът се провежда на 15 юли 2018 г. на стадион Лужники в Москва пред 78 011 зрители. В 18-а минута Марио Манджукич си отбелязва автогол и Франция повежда – 0:1. В 28-ата минута Перишич бележи и изравнява резултата. В 38-ата минута Гризман отбелязва от дузпа – 2:1 за Франция. В 59-а минута Пол Погба бележи за 3:1. В 65-а минута Килиан Мбапе отбелязва ново попадение – 4:1. В 69-а минута Манджукич бележи за 4:2. В оставащото време до края на мача Хърватия не успява да отбележи и губи финала. Франция печели Световното първенство за втори път в историята си.

## Стил на игра
Главният технически директор на УЕФА Йоан Лупеску, който ръководи екипа от технически наблюдатели, нарече Гризман най-добрият играч на Евро 2016 , като заяви, че „работи усилено за своя екип, има техника, визия и качествени довършителни умения“, а също казва, че „създава заплаха във всяка игра, в която е играл " ... Антоан Гризман е бърз, модерен и универсален нападател. Той се счита за „отборен играч“ и благодарение на техническите си умения той може да играе множество позиции в или зад основната атакуваща линия. Той знае как да организира играта между нападатели и полузащитници, като в същото време вкарва много голове. Гризман е използван като основен нападател, централен атакуващ полузащитник, а също и като крило на двата фланга. Въпреки малкия си ръст, Антоан може ефективно да играе с глава.

## Личен живот
Женен е за Ерика Чоперена, испанка от Страната на баските, която среща през декември 2011 г. Женят се на 15 юни 2017 г. .Първото им дете се казва Миа, родена е на 8 април 2016 г. Второто дете на двойката, Амаро, кръстено на дядото на Антоан, Амаро Лопес, е родено на 8 април 2019 г. На 8 април 2021 г. двойката има трето дете – дъщеря на име Алба. Така и трите деца на Антоан са родени на една и съща дата. Гризман е католик. Антоан има сестра Мод . Гризман има и по-малък брат Тео, който играе футбол за френски аматьорски клуб. През 2015 г. Тео създава спортното облекло на марката GZ . Бащата на Антоан Ален стана президент на футболен клуб Macon през 2020 г., за който Антоан играеше на младини. Идолът на Гризман от детството е Дейвид Бекъм .

### Други
Антоан има спонсорска сделка с германската компания за спортни облекла Puma и се появява в нейните реклами. От декември 2017 г. Гризман носи персонализирана версия на футболни обувки Puma. През 2019 г. Puma стартира 10-годишното издание на Grizi, за да отпразнува 10-годишнината от играта на Гризман на професионално ниво. Гризман си сътрудничи и с различни компании, Beats By Dre , Head & Shoulders , Gillette и Huawei . През декември 2020 г. Гризман официално прекъсна връзките си с Huawei . През януари 2020 г. Антоан, заедно с брат си Тео, основават своя собствена организация за киберспорт, Grizi Esport. Тази организация има екипи за киберспорт в игри като Tom Clancy's Rainbow Six Siege , Fortnite и FIFA . През май 2021 г. Гризман става посланик на Pari Mutuel Urbain, френски букмейкър за конни надбягвания. Освен това Гризман има няколко коня, които също участват в състезанията.

## Любопитно
Антоан често отпразнува вкаран от него гол със специфичен танц, а именно този от видеоклипа към песента на рапъра Дрейк „Hotline Bling“. На Европейското първенство през 2016 година футболистът демонстрира победния си танц едва на полуфинала срещу Германия, тъй като в предходните срещи той е твърде повлиян от емоциите си.